# Franz Eipeldauer
Franz Eipeldauer (* 1802 in Waidhofen an der Thaya; † 21. Februar 1888 in Wien) war ein österreichischer Philanthrop.

## Leben
Eipeldauer war anfangs ein Schulgehilfe in seinem Heimatort, 1828 gründete er in Wien ein Brandweingeschäft und war seit 1868 Mitinhaber der Buch- und Kunstdruckerei „St. Norbertus“.
Auf sein Betreiben hin wird die „Bruderschaft von der Allerheiligsten Dreifaltigkeit zur Pflege armer Unheilbarer“ gründete, die 1875 das „Haus der Barmherzigkeit“ in Währing eröffnet und dessen Direktor er bis an sein Lebensende blieb.